# 中居くん温泉
『中居くん温泉』（なかいくんおんせん）は、読売テレビで放送されていたバラエティ番組である。中居正広の冠番組で司会も担当。

## 中居くん温泉
- 1996年7月13日から1997年3月29日まで、大阪地区ローカル（西日本放送など一部でも遅れネットで放送）で、毎週土曜日24:25 - 25:25に放送。日本テレビでは、7日遅れとなる1996年7月20日から、毎週土曜日26:05 - 27:05に放送。
- 東京の下町にある「中居くん温泉」を舞台にして銭湯で起こる様々なエピソードを交えたドラマと、ドラマに出演したゲストとのトークを楽しむというものだった。
- 1997年1月3日には若尾文子・加山雄三・内藤剛志などベテラン俳優などのゲストを多数迎えた、90分のスペシャル「新春初風呂!中居くん温泉お正月スペシャル」が放送された。
- テーマソングは、SMAPのアルバム「SMAP 009」に収録されている「シャンプー3つ」。

### 出演者
- 中居正広
- 桂ざこば
- 市毛良枝
- 今井雅之
- 出川哲朗
- 山崎邦正（現 : 月亭方正）
- 原千晶
- 赤木春恵

## 中居くん温泉'S
- 1997年4月6日から9月23日まで、大阪地区ローカル（西日本放送など一部でも遅れネットで放送）で、毎週日曜日11:40 - 12:40に放送。日本テレビでは、6日遅れとなる1997年4月12日から、毎週土曜日26:05 - 27:05に放送。
- レギュラー出演者に円広志、猿岩石が新たに加わった。
- ドラマでは前作の舞台である下町の銭湯「中居くん温泉」から自立し、一人暮らしを始める中居の奮闘を描いた。

### 出演者
- 中居正広
- 桂ざこば
- 今井雅之
- 出川哲朗
- 山崎邦正
- 円広志
- 猿岩石（有吉弘行、森脇和成）

## 中居くん温泉H
- 1997年10月1日から1998年3月25日まで、毎週水曜日23:45 - 24:15に放送。日本テレビ『ZZZ』の枠に移動して全国ネット化された。
- レギュラー出演者に柳葉敏郎、篠原涼子が新たに加わった。
- 30分番組となったためドラマ色を控え、ゲストとのトークショー形式が重視された形態で放映された。

### 出演者
- 中居正広
- 柳葉敏郎
- 桂ざこば
- 篠原涼子
- 出川哲朗
- 山崎邦正

## スタッフ
- 構成：小野伸子、折原麻理、宮内見、藤田昌幸、博多ヒト志
- 美術デザイン：箕田英二（YTV）
- 技術：小野三治男（YTV）
- ディレクター：岩尾安治（YTV）、端山竜二（ビデオワーク）
- チーフD：竹内伸治（YTV）
- AP：小浦淑美（ビデオワーク）
- 総合演出：北川文彦（ビデオワーク）
- チーフプロデューサー：梅田尚哉（YTV）、相原康司（ビデオワーク）
- 協力：タカラスタンダード、紀文食品
- 技術協力：渋谷ビデオスタジオ、ビデオスタッフ、東新、サウンドエフェクト
- 美術協力：フジアール
- 制作協力：ジャニーズ事務所
- 制作著作：よみうりテレビ　　ビデオワーク